# الجلاد وطريقة حياتها

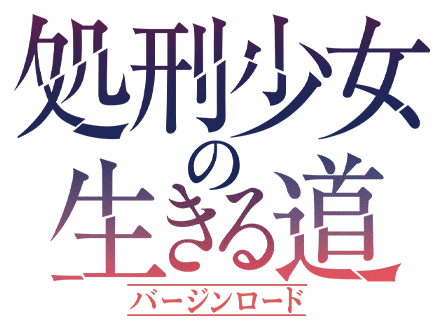
شعار سلسلة الأنمي "طريق العذراء لفتاة الإعدام" (Shokei Shōjo no Virgin Road).

الجلاد وطريقة حياتها (بالإنجليزية: The Executioner and Her Way of Life) هي سلسلة رواية خفيفة يوري نشرت في يوليو 2019 وتم عمل مانغا مقتبسة من الرواية نشرت في يونيو 2020 ومن المقرر عمل مسلسل أنمي من إنتاج شركة جاي سي ستاف سيعرض في 2022.